# 계속 계속 친구
《계속 계속 친구》(일본어: ずっとずっとトモダチ)는 아시다 마나(일본의 가수 겸 배우)의 싱글. 2012년 5월 16일 발매. 두 번째 싱글 앨범.

## 수록곡
1. 계속 계속 친구 [4:12]
2. 해피 럭키☆고! [3:43]
3. 일곱색 피크닉 [3:31]
4. 계속 계속 친구(가라오케) [4:12]
5. 해피 럭키☆고!(가라오케) [3:43]
6. 일곱색 피크닉(가라오케) [3:31]